# European Junior Doctors
Der European Junior Doctors (EJD), deutsch: Europäische Verband der Assistenzärzte, ist eine gemeinnützige Organisation, die die Interessen von Assistenzärzten in ganz Europa vertritt. Die Organisation wurde 1991 gegründet und hat ihren Sitz in Brüssel, Belgien. Das Ziel des EJD ist es, die Interessen von Assistenzärzten zu fördern und die Arbeitsbedingungen und Fort- und Weiterbildungsmöglichkeiten in Europa zu verbessern. 

## Arbeit
Der EJD vertritt Assistenzärzten in allen medizinischen Fachgebieten und in allen Phasen ihrer Ausbildung. Die Organisation setzt sich aus nationalen Assistenzarztverbänden aus ganz Europa zusammen und arbeitet eng mit der European Union of Medical Specialists (UEMS) und der European Medical Students’ Association (EMSA) zusammen, um für die Rechte von Assistenzärzten einzutreten.
Die Schwerpunkte des EJD sind die Arbeitsbedingungen, Fortbildungsmöglichkeiten und Karriereentwicklung von Assistenzärzten. Die Organisation arbeitet daran, die Arbeitsbedingungen von Assistenzärzten durch die Forderung nach gerechten und sicheren Arbeitszeiten und die Förderung von digitalen Technologie zu verbessern, die Assistenzärzten bei ihrer Arbeit unterstützen. Das EJD arbeitet auch daran, Fortbildungsmöglichkeiten für Assistenzärzten durch die Förderung von hochwertiger medizinischer Weiterbildung und Ausbildung sowie die Förderung von neuen digitalen Technologien zur Unterstützung des Lernens und der beruflichen Entwicklung zu verbessern. Die Organisation konzentriert sich auch auf die Karriereentwicklung von Assistenzärzten, indem sie die Mobilität von Assistenzärzten in Europa fördert und für faire und transparente Vergabeverfahren eintritt.